# كاميلي كابرال
كاميلي كابرال (مواليد 31 مارس 1944) هي سياسية فرنسية من أصول برازيلية و طبيبة جلدية وهي أول امرأة ترانس يتم انتخابها في تاريخ الجمهورية الفرنسية (كانت عضوًا في مجلس الدائرة 17 في باريس مع حزب الخضر الفرنسي )، وهي أيضًا مؤسسة منظمة غير حكومية PASTT - (الوقاية والعمل والصحة لمجتمع المتحولين جنسيًا ).  

## روابط خارجية
- موقع PASTT الرسمي